# MusikFabrik
Das Ensemble Musikfabrik ist das Landes-Ensemble Nordrhein-Westfalens für zeitgenössische Musik. Thomas Fichter ist der Intendant des Ensembles. Vorstandsmitglieder sind Marco Blaauw, Helen Bledsoe und Hannah Weirich, Ulrich Löffler starb Ende August 2022.

## Überblick
Seit seiner Gründung 1990 zählt das Ensemble Musikfabrik zu den bekanntesten Klangkörpern der Neuen Musik in Deutschland und weltweit. Es ist insbesondere der künstlerischen Innovation verpflichtet. Das heißt neuartige, unbekannte, in ihrer medialen Form ungewöhnliche und oft eigens in Auftrag gegebene Werke werden besonders gefördert und gehören zur alltäglichen Arbeit des Ensembles, die häufig in engem Zusammenspiel mit den Komponisten geschieht. Das in Köln beheimatete internationale Solistenensemble präsentiert sich in jährlich etwa achtzig bis einhundert Konzerten im In- und Ausland, auf Festivals, in der eigenen Uraufführungsreihe „Musikfabrik im WDR“ und in regelmäßigen Audioproduktionen für den Rundfunk und den CD-Markt. Das Ensemble Musikfabrik wird vom Land Nordrhein-Westfalen unterstützt.

## Geschichte
Seinen Einstand gab das Ensemble, damals noch unter dem Namen „Ensemble Neue Musik Nordrhein-Westfalen“, am 28. April 1991 bei den Wittener Tagen für neue Kammermusik. Der eigentliche Zusammenschluss der Musiker erfolgte allerdings bereits Ende 1990. Damals riefen die Gründerväter des Ensembles, Bernhard Wambach, Nicolaus A. Huber, Gerhard Stäbler und der designierte künstlerische Leiter und Dirigent Johannes Kalitzke knapp zwanzig Musiker zusammen und stellten ihnen das Projekt vor. Die meisten von ihnen waren von der Idee, ein ganzjährig arbeitendes, professionelles Ensemble für neue, aktuelle Musik zu bilden und ihre Programme in möglichst enger Zusammenarbeit mit den Komponisten zu entwickeln, sehr angetan.
Seit 1997 ist das Ensemble Musikfabrik basisdemokratisch organisiert, verwaltet sich selbst und trifft alle wichtigen, insbesondere die künstlerisch bedeutsamen Entscheidungen innerhalb der eigenen Reihen. Dies führte dazu, dass der zunächst noch auf Werken nordrhein-westfälischer Komponisten liegende Schwerpunkt der Ensemblearbeit immer stärker erweitert und internationalisiert wurde. Nach dem Amsterdamer Asko Ensemble (gegründet 1965), der London Sinfonietta (1968), dem Den Haager Schoenberg Ensemble (1974), dem Pariser Ensemble intercontemporain (1976), dem Frankfurter Ensemble Modern (1980), dem Klangforum Wien und dem Freiburger ensemble recherche (beide 1985) gelang es dem Ensemble Musikfabrik so, sich als jüngstes unter den weltweit führenden Ensembles für Neue Musik zu etablieren.
2003 zog das Ensemble Musikfabrik von Düsseldorf nach Köln. Hier konnte es dank der Unterstützung der Kunststiftung NRW, des WDR und der KölnMusik seine Uraufführungsreihe „musikFabrik im WDR“ realisieren. Seit Sommer 2008 erarbeitet das Ensemble Musikfabrik seine Konzerte und Programme in neu geschaffenen Räumlichkeiten im KOMED-Gebäude im Kölner Mediapark. 2010 bestritt das Ensemble im Rahmen der MusikTriennale Köln die Uraufführung Zyklus Klang, die 24 Stunden des Tages von Karlheinz Stockhausen. Ebenfalls realisierte es 2011 an der Oper Köln die szenische Uraufführung von Karlheinz Stockhausens Oper SONNTAG aus LICHT. Das Ensemble Musikfabrik baute 2013 das gesamte Instrumentarium des US-amerikanischen Komponisten Harry Partch nach und brachte sein Bühnenwerk Delusion of the Fury bei der Ruhrtriennale 2013 unter der Leitung von Heiner Goebbels zur Europäischen Erstaufführung.

## Profil
Das Ensemble Musikfabrik ist Partner sowohl jüngerer als auch bereits renommierter Dirigenten, Komponisten, Regisseure und Choreographen. Die Gästeliste des Ensembles reicht von Mark Andre, Louis Andriessen und Stefan Asbury über Richard Ayres, Sir Harrison Birtwistle, Earle Brown, Péter Eötvös, Vinko Globokar, Heiner Goebbels, Georg Friedrich Haas, Toshio Hosokawa, Nicolaus A. Huber, Michael Jarrell, Mauricio Kagel, Helmut Lachenmann, Klaus Lang, Diego Masson, Martin Matalon, Zsolt Nagy und Emmanuel Nunes bis zu Carlus Padrissa (La Fura dels Baus), Emilio Pomàrico, Enno Poppe, Henri Pousseur, Wolfgang Rihm, Peter Rundel, Rebecca Saunders, Steffen Schleiermacher, Martin Smolka, Christoph Staude, Karlheinz Stockhausen, Sasha Waltz, James Wood und Hans Zender.
Die Auseinandersetzung mit modernen Kommunikationsformen und experimentellen Ausdrucksmöglichkeiten im Musik- und Performance-Bereich ist dabei ein zentrales Anliegen des Ensemble musikFabrik. Interdisziplinäre Projekte unter Einbeziehung von Live-Elektronik, Tanz, Theater, Film, Literatur und bildender Kunst erweitern die herkömmliche Form des dirigierten Ensemblekonzerts ebenso wie Kammermusik und die immer wieder gesuchte Konfrontation mit formal offenen Werken und Improvisationen. Dazu gehören auch Gesprächskonzerte und das Experimentieren mit Konzertformaten, die das Publikum stärker integrieren.

## Mitglieder
Helen Bledsoe (Flöte), Carl Rosman (Klarinette), Peter Veale (Oboe), Christine Chapman (Horn), Marco Blaauw (Trompete), Bruce Collings (Posaune), Maxime Morel (Tuba), Benjamin Kobler (Klavier), Ulrich Löffler (Klavier), Dirk Rothbrust (Schlagzeug), Hannah Weirich (Violine), Sara Cubarsi (Violine), Axel Porath (Viola), Dirk Wietheger (Violoncello), Florentin Ginot (Kontrabass).